# آرتور اورت
آرتور اورت (انگلیسی: Arthur Everitt; ۲۷ اوت ۱۸۷۲ – ۱۰ ژانویهٔ ۱۹۵۲) ورزشکار شمشیربازی اهل بریتانیا بود.
وی در مسابقات کشوری و بین‌المللی در مجموع برندهٔ ۱ مدال نقره شده‌است.